# Pueblo kele (Gabón)
El pueblo kele (también conocido como bakele, nkele o kalai) es un grupo étnico muy disperso que habita en las regiones costeras del actual Gabón y en comarcas contiguas del Congo. Conocidos  en la época precolonial como cazadores de elefantes y comerciantes, los keles, bajo la presión de la migración del pueblo fang, huyeron de su tierra natal en la región de los ríos Como y Remboué.  Antes del surgimiento del comercio a gran escala de cautivos, en lo que ahora es Gabón,  se dedicaron al intercambio de marfil y ébano  con sus vecinos costeros, incluidos los pueblos fang y sheke. Controlaron parte de las vías fluviales que transportaban mercancías a los puestos comerciales africanos y de salida al comercio con europeos.

## Idioma
Hablan kélé, un idioma bantú del filo Níger-Congo de la rama de lenguas kele. Dada la dispersión del pueblo kele y su absorción por otros pueblos a partir del siglo XX, sólo se han contabilizado 1900 personas identificadas como hablantes kélé en Gabón.
El idioma kélé es también conocido como akele, bubi, dikele, o kele occidental.

## Historia
A su llegada a las costas atlánticas los keles solo encontraron pigmeos, con los que a veces vivieron en simbiosis. Aunque establecieron aldeas agrícolas, sus cazadores continuaron extendiéndose por todas partes en busca de elefantes y otras presas. En el proceso entraron en conflicto con otros pueblos que estaban migrando hacia estas mismas regiones.
A finales del siglo XVIII, el pueblo kele se involucró en el comercio de esclavos, tanto con destino a mercados dominados por los europeos como a nivel local. Para eso recorrían largas distancias para obtener cautivos para satisfacer la demanda europea. Después del declive del tráfico de esclavos a principios del siglo XIX, los keles continuaron comerciando con los europeos con el ébano y otras maderas, así como con el caucho.
A finales del siglo XIX misioneros protestantes intentaron cristianizar al pueblo kele, pero la vida seminómada y la gran dispersión de sus comunidades dificultó el objetivo. Similar tarea emprendieron misioneros católicos que obtuvieron permiso para predicar entre los pueblos fang, galoa, vili, adouma, sheke, nkomi, loumbou, eshira y kele entre los años 1881 y 1900. En este mismo siglo algunos jefes keles acordaron la protección francesa a través de acuerdos donde cedían la soberanía de sus territorios ante la potencia colonial europea. Pero nuevamente la dispersión de las comunidades keles, así como su régimen de autonomía les hizo casi imposible la tarea a los franceses. Desde la invasión francesa hasta la independencia de Gabón (17/08/1960), la dispersión de los keles aumentó progresivamente, motivada fundamentalmente por la búsqueda de empleo.

## País kele
Las tradiciones kele indican su presencia hace muchos siglos en vastas áreas de bosques y sabanas desde Booué en el medio del río Ogooué hacia el oeste hasta el bajo río Como, y desde los Montes de Cristal hasta el bajo N'Gounié y los diversos lagos a ambos lados del bajo Ogooué al noroeste y suroeste.

## Sociedad
Se organizaron en aldeas autónomas con jefes locales que no poseían gran poder político sobre el conjunto de la población.

## Cultura
Dado el pequeño número de miembros de la etnia kele se produjo en las regiones del este de Gabón un proceso de absorción de parte de sus comunidades por el pueblo kota.

## Economía
Son agricultores y aprovechan la pesca fluvial.